# Casamaggiore
Casamaggiore è una frazione del comune di Castiglione del Lago, in provincia di Perugia.
Sorge a circa 7,5 km dal capoluogo, lungo la strada di collegamento tra le frazioni di Gioiella e Pozzuolo. Si sviluppa principalmente lungo la strada provinciale 300, che ne permette il collegamento con Castiglione del Lago. Si trova ad un'altezza di 356 m s.l.m. e conta 75 abitanti (dati Istat, 2001).
Casamaggiore è anche il centro principale dell'omonima frazione amministrativa comprendente anche le località di Frattavecchia e di Mercanzia, con una popolazione totale di 221 abitanti.

## Storia
Si tratta di un piccolo borgo nato in epoca medioevale con il nome di casa maggiore: esso risulta in tutte le mappe dello Stato della Chiesa come una delle 14 stazioni di posta del Chiugi perugino (nome dato al territorio di Castiglione del Lago e a quelli limitrofi durante il medioevo).
Il suo territorio, particolarmente fertile, era molto ambito: il Pinturicchio e un membro della famiglia Baglioni, Giovanni, ne furono tenutari. Passò poi al marchesato di Castiglione del Lago, sotto i della Corgna, fino alla sua estinzione nel 1647.
Nella seconda guerra mondiale divenne una postazione tedesca ben fortificata, rappresentando una parte della principale linea di difesa attrezzata nella zona, nel tentativo di bloccare l'avanzata alleata verso il centro-nord.
Durante il passaggio del fronte nel territorio si svolsero diversi eventi decisivi per il prosieguo degli eventi bellici nell'Italia centrale, la cosiddetta Battaglia del Trasimeno: nella notte del 28 giugno 1944 i paesi di Casamaggiore e Frattavecchia vennero occupati dagli Alleati, diventando il buco nella linea di difesa tedesca che avrebbe permesso alle truppe alleate di proseguire la loro opera di liberazione nel resto della penisola.
Negli anni cinquanta la popolazione del borgo si aggirava sui 450 abitanti, dediti quasi interamente all'agricoltura come mezzadri. In seguito, Casamaggiore ha subito un'emigrazione verso le grandi città ed attualmente, considerate anche le località vicine, vi risiedono 221 persone, facendone la frazione meno popolata del comune.

## Economia e manifestazioni
L'economia di Casamaggiore è sempre stata agricola, in particolare olivi e viti sono le coltivazioni più diffuse.
Diverse aziende agricole si sono convertite in agriturismi, mantenendo comunque le produzioni olearie e vitivinicole.

## Monumenti e luoghi d'arte

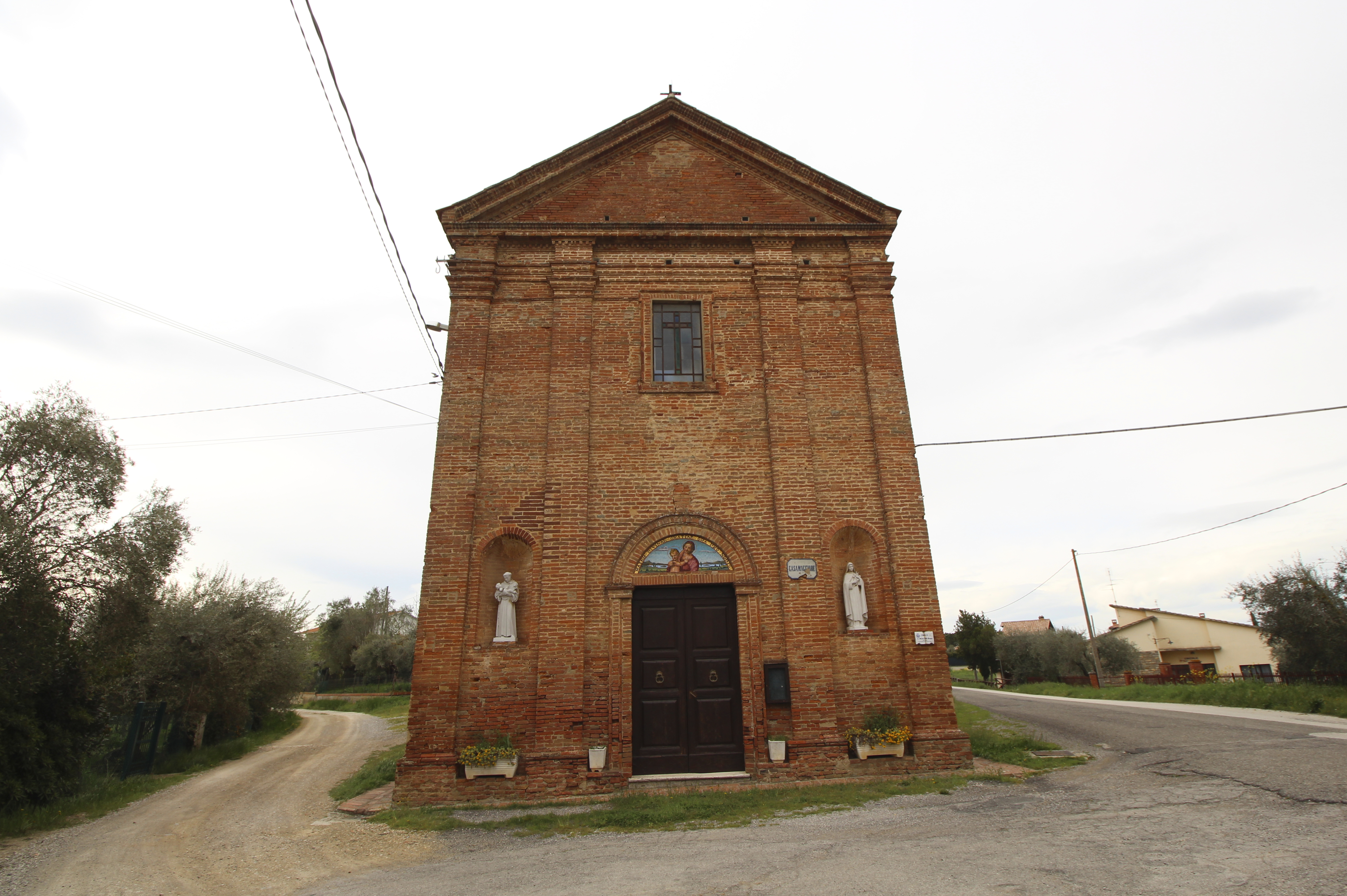
La chiesa della Madonna delle Grazie

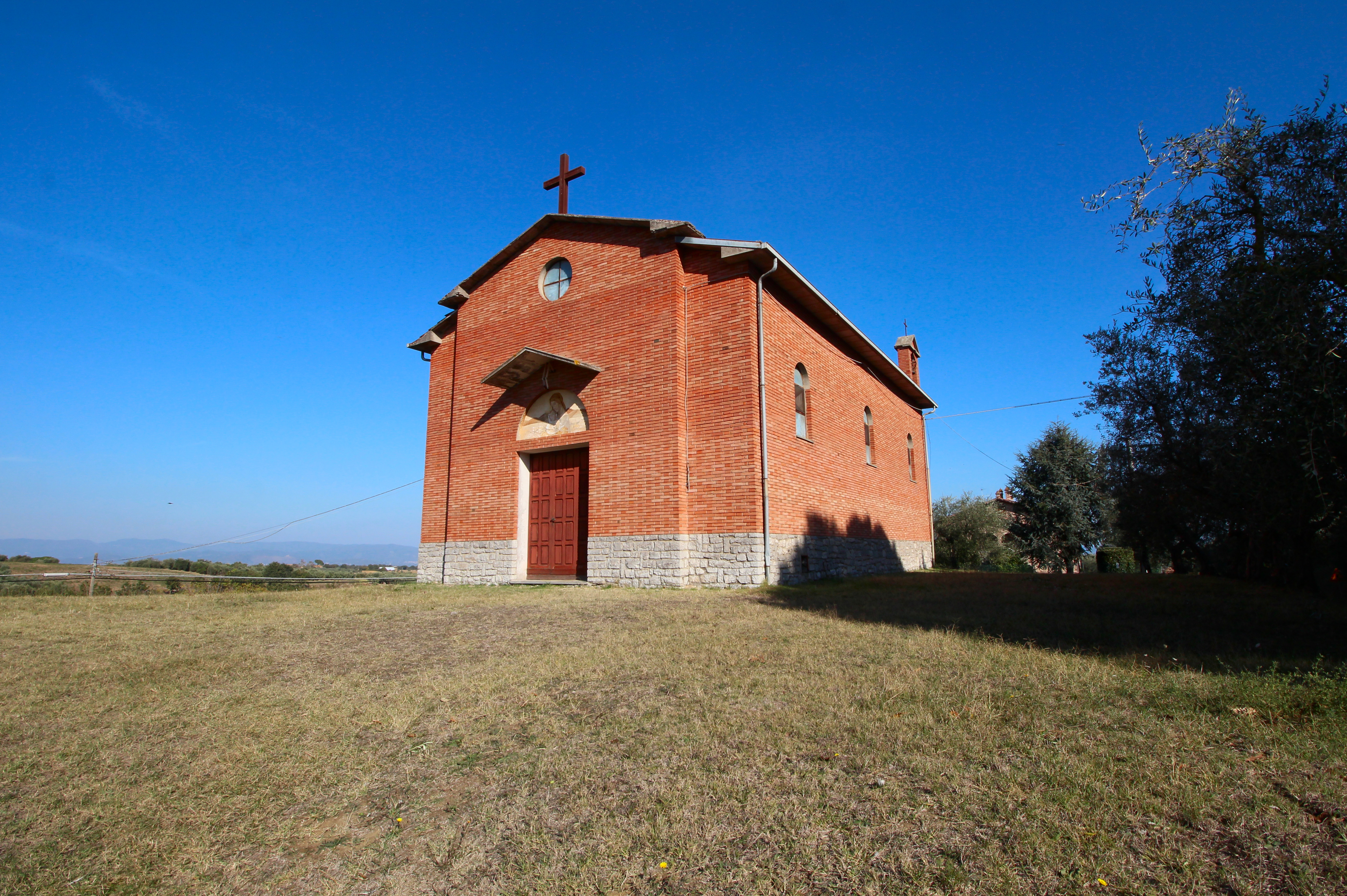
La chiesa della Madonna della Neve

- Chiesa della Madonna delle Grazie (1631), costruita per volere del duca Fulvio Alessandro della Corgna (1589-1647), in seguito ad una presunta grazia fattagli dalla Madonna durante una sua malattia. La chiesa è in stile barocco e contiene al suo interno dei pregevoli dipinti commissionati dal duca stesso, ad un pittore anonimo. Si possono ammirare, oltre all'immagine della Vergine delle Grazie, ai lati dell'altare maggiore, una suggestiva Resurrezione e una drammatica Deposizione.
- Chiesa della Madonna della Neve, la cui costruzione originaria risale al 1300, come simbolo in ricordo di un'eccezionale nevicata in piena estate. La chiesa, tuttora esistente e visitabile, è stata ricostruita nel 1953, a seguito della sua totale distruzione durante i bombardamenti della Seconda guerra mondiale[3].